# Ангел Керезов
Ангел Стоянов Керезов е български състезател по борба класически стил.

## Биография
Роден е на 24 юли 1939 година в село Приселци, Поморийска околия. На летните олимпийски игри в Токио през 1964 година печели сребърен медал в борба класически стил до 52 kg. През 1966 година става световен шампион в Толидо, Охайо.